# Centrale termoelettrica Santa Barbara
La centrale termoelettrica di Santa Barbara è una centrale di produzione di energia elettrica situata in via delle Miniere 5 a Santa Barbara, nel comune di Cavriglia.
È considerata uno dei più importanti esempi di architettura industriale contemporanea in Toscana.
La centrale di S. Barbara è stata progettata per una potenza complessiva di 390000 kW circa; essa costituisce la prima delle centrali studiate da Riccardo Morandi e una delle più grandi al momento della sua costruzione in Italia.

## Storia
La sua costruzione venne decisa dalla Società Elettrica Selt-Valdarno e dalla Società Romana di Elettricità nei primi anni cinquanta, dopo una serie di ricerche svolte sui giacimenti di lignite di Castelnuovo dei Sabbioni e di Allori, nel Valdarno, già conosciuti da tempo e parzialmente sfruttati in epoche precedenti.
Come sede del nuovo impianto venne prescelta la località S. Barbara, situata a solo qualche chilometro dal giacimento, in virtù della positiva valutazione di alcuni fattori quali la posizione baricentrica rispetto alla zona da alimentare con energia elettrica ed alla interconnessione con la rete di trasporto ad alta tensione, l'agevole approvvigionamento di combustibile e di acqua, le buone comunicazioni stradali e ferroviarie.
Determinato il luogo della costruzione e decisa la potenza da installare (250 MW in origine), fu dato incarico alla S. A. Brown, Boveri & Co. di Baden (Svizzera), come società capo-commessa, di preparare il progetto esecutivo e di provvedere alla fornitura e al montaggio dell'impianto.
A questa società si unirono, come associate, la S.A. Babcock & Wilcox di Oberhausen (Germania) e la Tecnomasio Italiano Brown Boveri di Milano, per la fornitura dei generatori di vapore e delle apparecchiatura ausiliarie.
Allo Studio Tecnico dell'ingegner Riccardo Morandi venne affidata la progettazione delle opere civili, cioè del fabbricato principale collegato alla caldaia e degli altri corpi di fabbrica necessari, nonché delle grandi torri di refrigerazione.
Il 30 luglio 1955 è la data dell'ordine principale; i lavori di sterro ebbero inizio il 7 gennaio 1956 e il 9 aprile 1956 iniziò la costruzione delle opere civili. L'inizio del montaggio degli impianti è datato al 9 gennaio 1957, mentre la messa in servizio dei turbogruppi avvenne il 28 dicembre 1957 (gruppo Nord) e il 2 maggio 1958 (gruppo Sud).
L'industria italiana partecipò per circa il 50% alla fornitura dei macchinari per la Centrale, in aggiunta alla realizzazione delle opere civili.
Insieme alla centrale fu creato un lago artificiale, per il raffreddamento del ciclo termico, ubicato nella valle adiacente, il lago di San Cipriano.
L'impianto è passato di proprietà Enel, allora ente statale, nei primi anni sessanta; a causa del progressivo esaurimento del giacimento minerario, la primitiva alimentazione a lignite è stata sostituita all'inizio degli anni novanta da gasolio.
Attualmente la vecchia centrale (Gruppo 1 e Gruppo 2) da 250 MW (2 × 125 MW) è stata smantellata e rimodernata con un impianto a ciclo combinato a gas metano (Gruppo 3) da 390 MW di potenza installata. Dell'impianto precedente sono rimaste solo le torri di raffreddamento e la sala macchine, il camino principale e le vecchie caldaie sono state invece smantellate.
Ad oggi è l'unica centrale in Italia a possedere un accumulo termico TES per accumulare e rilasciare calore da utilizzare durante il funzionamento della stessa.

## La critica
La Centrale di Santa Barbara è considerata uno dei punti più alti della composita attività progettuale di Morandi, uno tra i più significativi dei suoi numerosi "oggetti-funzione" (oggetto-ponte, oggetto-aviorimessa, oggetto-centrale ecc.) che, secondo Lara Vinca Masini, vengono "a sostituire, rovesciandone le premesse contenutistiche, quello che, nel paesaggio urbano antico, era rappresentato dal monumento inteso come punto fermo, quasi un arresto nel tempo (...)".

## Ubicazione
Il grande complesso della centrale termoelettrica sorge su una vasta area pianeggiante nei pressi di Meleto Valdarno, prossima ad una miniera di lignite coltivata a cielo aperto dal 1955.
È raggiungibile tramite la strada che dalla provinciale Figline Valdarno-San Giovanni Valdarno porta a Castelnuovo dei Sabbioni, quest'ultimo già sede di giacimenti lignitiferi e di una centrale termoelettrica entrata in esercizio nei primi anni del Novecento e successivamente dismessa. Pochi chilometri prima del complesso produttivo si trova il villaggio di S. Barbara, realizzato appositamente per i dipendenti della miniera prima e della centrale poi; tangente e interno all'area della centrale si snoda inoltre un binario ferroviario di servizio, dismesso. Tra Enel e Ferrovie dello Stato è stato firmato un accordo che permette l'utilizzo della linea ferroviaria da parte di quest'ultima per ripristinare la miniera esaurita. Infatti la terra che verrà asportata con i lavori del passante ferroviario AV di Firenze verrà portata a Santa Barbara e riempirà la miniera.
Il complesso costituisce un insediamento estremamente importante sia per quanto riguarda l'economia della zona che per quanto riguarda il paesaggio, del quale ha determinato il disegno complessivo e l'attuale situazione geomorfologica: circa 920 ha di terreno circostante sono stati infatti interessati dalle discariche minerarie esterne con la trasformazione delle originarie vallette in piccole colline costituite di fatto dalla polvere di lignite man mano scaricata ed accumulata.
Il vicino laghetto di San Cipriano, che raccoglie le acque di alcuni corsi d'acqua a carattere torrentizio in un invaso di circa 3000000 m³, è stato realizzato appositamente per la necessaria presa d'acqua della centrale, integrata da un impianto di pompaggio sulla riva sinistra dell'Arno in caso di insufficienza dell'afflusso dal bacino imbrifero.
In pratica, è di proprietà Enel l'intero circondario fino a Castelnuovo dei Sabbioni, dove aveva sede la direzione dell'ente ed intorno al cui nucleo storico, attualmente abbandonato, erano state realizzate le nuove residenze per gli abitanti delle case requisite durante la costruzione del nuovo complesso produttivo.
Un'area molto vasta intorno alla centrale è inoltre segnata dalle cave a cielo aperto, dai percorsi sterrati e dalle strutture necessarie per la escavazione, il trasporto e la discarica della lignite, ormai sostituita dal carburante liquido.
Fin dalla fine degli anni settanta è in atto un piano di interventi di recupero ambientale nelle aree dismesse dell'attività mineraria, dove i giacimenti di lignite xiloide sono oggi esauriti: degli oltre 1500 ettari interessati dagli scavi e dalle discariche minerarie, circa 300 sono destinati al progressivo rimboschimento, mentre diversi appezzamenti, in particolare le aree già destinate a discarica, sono in fase di restituzione all'amministrazione pubblica per il reinsediamento di attività legate all'agricoltura.
Sul davanti del corpo principale della Centrale, venendo dal vicino villaggio di S. Barbara, si estende la "foresta" della sottostazione elettrica all'aperto, fitta di trasformatori, accumulatori e tralicci di distribuzione, mentre sul retro si elevano le ciminiere, perennemente in funzione, e le monumentali torri di refrigerazione: nel composito paesaggio della zona tali enormi emergenze si pongono come un imprescindibile segnale di forte caratterizzazione.

## L'edificio

### Descrizione generale
Nella vasta area di forma ovoidale, perimetrata dal binario ferroviario di servizio e, sul lato Sud, dalla strada comunale, sono distribuiti i diversi corpi di fabbrica e gli impianti che costituiscono il complesso produttivo della Centrale di S. Barbara.
Gli edifici, la cui progettazione è scaturita da una attenta considerazione delle necessità funzionali dei vari impianti, sono stati disposti in modo da raggiungere la più appropriata articolazione del complesso, al centro del quale si trova la "centrale" vera e propria, cioè l'edificio principale con la retrostante caldaia e le ciminiere in cemento armato alte 100 m.
L'edificio è preceduto dalla spianata della sottostazione elettrica.
Sul retro della centrale (lato ovest) sono collocati alcuni depositi e le due enormi torri di refrigerazione del tipo a ventilazione naturale, costituite da una struttura in cemento armato a forma iperbolica, di ridottissimo spessore (circa 15 cm), alte 80 m e con un diametro di base di 65 m.
All'interno delle torri l'acqua da raffreddare, proveniente dalla centrale, viene distribuita in un sistema di canalette a circa 10 m di altezza ed è successivamente raccolta in una vasca dove si raffredda fino alla temperatura media di 24 °C, per essere poi utilizzata per i cicli di raffreddamento delle varie sezioni della centrale.
Lateralmente all'edificio principale sono ubicati gli annessi destinati a officina e magazzino a nord, la portineria, il laboratorio chimico e l'edificio trattamento acqua a sud; a sud ovest, nell'anello esterno al raccordo ferroviario, sono disposti i quattro enormi serbatoi per il combustibile, della portata di 7500 m³ ciascuno, separati dal locale di travaso del combustibile stesso e dai due serbatoi del gasolio di 250 m³ l'uno.
Seguono la vasca circolare del chiarificatore e la torre frantoio attraverso cui passa il nastro trasportatore della lignite, esteso dai silos (posti tra la sala macchine e la caldaia) al deposito di arrivo dalla miniera.
Anche se ancora in loco, tutto il sistema di trasporto, frantumazione e stoccaggio della lignite è attualmente in disuso, data l'adozione del combustibile liquido come sistema di alimentazione.

### Edificio principale
Si dispone in senso longitudinale nord-sud e si divide in tre settori paralleli, distinti ma strettamente collegati e comunicanti fra loro, pur avendo ciascuno accessi indipendenti: comprende il locale caldaie, la sala macchine e la sala quadri per il controllo degli impianti elettrici. I tre corpi di fabbrica sono affiancati parallelamente l'uno all'altro, onde permettere una eventuale futura estensione in senso longitudinale.
Al corpo di fabbrica centrale, alto circa 25 m e destinato a sala macchine, si aggancia un corpo avanzato alto 10 m, dotato di una parte centrale a sporto, sostenuta da mensole in cemento armato e maggiormente elevata in altezza. Nei settori laterali di questo avancorpo sono collocati gli uffici, mentre la parte centrale aggettante, collegata al piano terreno tramite una scalinata libera a due rampe leggermente divaricate, ospita i locali per i quadri di protezione e la sala di controllo elettrico, o Sala Comandi, interamente vetrata.
I macchinari presenti in questo settore, nonostante siano ancora perfettamente funzionanti, non sono di fatto più utilizzati in quanto sostituiti da apparecchiature di controllo elettroniche.
Sul retro del corpo centrale, una costruzione intermedia alta 48 m contiene una serie di impianti collegati all'enorme locale di alloggiamento delle due caldaie, realizzato interamente in profilati metallici e lamiere.
Le caldaie sono a loro volta connesse ai due camini in cemento armato, alti 100 m, con alla base gli elettrofiltri per la captazione delle ceneri dei fumi e degli aspiratori.
Per la molteplicità delle funzioni al suo interno, l'edificio principale appare esso stesso, nella sua composizione esterna, come un enorme, complesso macchinario, nel quale tutto è pensato unicamente in termini funzionali.
I diversi volumi, tagliati da aperture a nastro con infissi metallici, si incastrano nitidi, in un insieme rigoroso dove le strutture resistenti in cemento armato, del tipo tradizionale a telaio, sono state lasciate liberamente a vista sia all'interno che all'esterno degli edifici, mentre le pareti esterne in muratura sono state rivestite con mosaico di pasta vetrosa per garantire una buona resistenza all'aggressività dei fumi e della polvere di lignite.
L'interno ribadisce la scelta del rigore progettuale, sia nell'ampiezza degli spazi che ospitano macchinari di impressionante dimensione sia nella scelta delle finiture, anche nel settore destinato agli uffici direzionali: pavimenti in graniglia o in piastrelle di grès, linoleum nell'atrio da cui si diparte, libera nello spazio, la scalinata a due rampe di collegamento con l'ex-Sala Comandi.
Il plastico del fabbricato principale esposto nell'atrio è l'unica occasione per cogliere nel suo insieme una realizzazione costruttiva in cui qualsiasi riferimento a "modi strutturalisti" viene superata, come afferma Vinca Masini, in favore di una "architettura-segno" che si pone come "parametro di un paesaggio tutto da creare, come soluzione simbolo di un problema urbanistico dilatato a scala territoriale".

## Terminal di Bricchette
Il Terminal di Bricchette è il capolinea per i treni merci che raggiungono l'impianto. Infatti, fin dalla sua costruzione, la centrale è dotata di un raccordo ferroviario di interconnessione con la linea Firenze-Roma che la collega direttamente con la stazione di San Giovanni Valdarno.